# 顾正红
顾正红（1905年—1925年5月15日），江苏阜宁（今属滨海县）人。中国共产党工人运动积极分子，1925年5月15日，在工潮中死亡，引发五卅运动。

## 生平
1905年生，1921年家乡遇水灾，带母亲搭乘同乡人小木船到上海寻找父亲。其父在一家小油厂做工，一家人团聚后在沪西一个贫民窟里住下。父亲工资微薄，无法养活全家，顾正红就捡煤渣和破烂。1922年，入日商内外棉株式会社九厂做扫地工。被工头克扣工钱，打了工头，被厂方开除。后进入日商内外棉七厂做盘头工。
1924年夏，中共在沪西开办工人补习学校，顾正红参加学习。同年秋，中共党员邓中夏、恽代英、刘华等人在原小沙渡平民学校和工人补习学校的基础上，组织沪西工友俱乐部。顾正红加入，并成为俱乐部积极分子。 
1925年2月2日，内外棉八厂发生了日本监工殴打女工、开除50名男工的事件。八厂工人自动关车罢工。中共抓住时机，提出“从前是牛马，现在要做人”的口号，发动上海22家日商纱厂工人先后举行罢工。顾正红参加了罢工鼓动队和工人纠察队，并加入中国共产党。 
同年5月14日．内外棉十二厂开除两名工人，工人推选5名代表向厂方交涉，日本大班竟通知巡捕房将5名代表抓走，工人立即罢工抗议。5月15日清晨，中共党员刘华在沪西工友俱乐部召集各厂工人代表会议，提出建议：七厂是织布厂，要靠十二厂供纱、在十二厂罢工时，七厂坚持上工，迫使日本资本家做“无米之炊”，可以给他们一个狠狠的打击。
当天上午，内外棉七厂因无原料，宣布停工，不准工人进厂。顾正红率领工人用石头砸开大门，冲进工厂，并到物料间，拿出一些“打梭棒”作为自卫武器。内外棉副总“大班”元木和七厂日本“大班”川村千山，拿起手枪，率领保安人员，前来镇压，与工人发生冲突。七厂“大班”川村千山开枪击中顾正红小腿。顾忍住疼痛，抱住身边的小树，继续号召工人斗争。川村又向顾头部连开2枪。顾正红身负重伤，被送往愚园路基督教美国圣公会所办同仁医院抢救。5月16日下午2时，因伤重不治，死亡。
5月24日，上海各界人士1万多人，在沪西潭子湾荒场举行公祭大会。会场四周挂满挽联挽幛，正中挂着刘华亲书横额“工人先锋”，和对联“先生虽死，精神不死”；“凶手犹在，公理安在”。顾正红的灵柩上覆盖洁白绸子，墨书“东洋人打死中国人”。会场中分设五处讲台，到会各学校、团体代表分头轮流演说，控诉帝国主义罪行。

## 纪念
- 正红镇，位于顾正红的家乡盐城市滨海县。
- 顾正红烈士故居，位于盐城市滨海县正红镇。
- 顾正红纪念馆，位于上海市普陀区。